# Drive Like Jehu
Drive Like Jehu là một ban nhạc post-hardcore người Mỹ từ San Diego hoạt động từ năm 1990 tới 1995. Thành lập bởi Rick Froberg (hát/rhythm guitar) và John Reis (lead guitar) sau khi ban nhạc củ Pitchfork ban nhạc, đội hình của ban nhạc còn có Mike Kennedy (bass) và Mark Trombino (trống).
Sau khi phát hành album đầu tay cùng tên năm 1991 qua các hãng thu âm địa phương Cargo Music và Headhunter Records, Drive Like Jehu ký hợp đồng với hãng đĩa lớn Interscope Records cùng với Rocket from the Crypt, một nhóm nhạc của Reis. Album thứ hai, Yank Crime (1994), tạo nên một lượng cult following, tuy ban nhạc tan rã không lâu sau đó. Reis tiếp tục với Rocket from the Crypt và Trombino trở thành một nhà sản xuất thu âm và kỹ thuật viên thành công, còn Froberg và Kennedy rời bỏ âm nhạc để theo đuổi sự nghiệp khác. Từ năm 1999 tới 2005 Reis và Froberg tái hợp trong Hot Snakes, Reis tái phát hành Yank Crime qua hãng Swami Records.

## Thành viên
- Rick Froberg – rhythm guitar, hát chính
- Mike Kennedy – guitar bass
- John Reis – lead guitar, hát nền
- Mark Trombino – trống

## Đĩa nhạc

### Album phòng thu
| Năm  | Chi tiết                                                                           |
| ---- | ---------------------------------------------------------------------------------- |
| 1991 | Drive Like Jehu - Phát hành: 1991 - Hãng đĩa: Cargo/Headhunter - Định dạng: LP, CD |
| 1994 | Yank Crime - Phát hành: 1994 - Hãng đĩa: Interscope/Headhunter - Định dạng: LP, CD |

### Đĩa đơn
| Năm  | Chi tiết                                                                                       |
| ---- | ---------------------------------------------------------------------------------------------- |
| 1992 | "Hand Over Fist" / "Bullet Train to Vegas" - Phát hành: 1992 - Hãng đĩa: Merge - Định dạng: 7" |